# 데이비드 콜
데이비드 콜(David Call, 1982년 8월 14일 ~ )은 미국의 배우이다.

## 출연 작품
- 화이트아웃 (2019)
- 콜 (2018)
- 비홀드 마이 하트 (2018)
- 월플라워 (2017)
- 제임스 화이트 (2015)
- 책 속의 소녀 (2015)
- 더 하트 머신 (2014)
- 가브리엘 (2014)
- 모바일 홈 (2013)
- 데드 맨스 버든 (2012)
- 노리스터 (2012)
- 노바디 웍스 (2012)
- 리어뷰 (2011)
- 노스이스트 (2011)
- 더 스트레인지 원스 (2011)
- 투 게이츠 오브 슬립 (2010)
- 타이니 퍼니처 (2010)
- 브레이킹 업워즈 (2009)
- 들어는 봤니? 모건 부부 (2009)
- 프린지 (2008)
- 아미 와이브즈 1 (2007)
- 이브닝 (2007)
- 건축가 (2006)
- 악명높은 베티 페이지 (2005)